# SNR G330.0+15.0
SNR G330.0+15.0, llamado también AJG 40 y Lupus Loop —en español Bucle de Lupus—, es un resto de supernova que se encuentra en la constelación de Lupus.

## Morfología
SNR G330.0+15.0 es una gran radiofuente (con un diámetro de unos 270 minutos de arco) que se localiza cerca del resto de  supernova SN 1006. En el dominio de radio continuo presenta un aspecto difuso, bajo brillo superficial, y una polarización intensa y uniforme a nivel global. Sin embargo, no se observa nebulosidad en el espectro visible. A pesar de la pequeña separación angular respecto a SN 1006, se cree que ambos objetos no están asociados. El estudio de SNR G330.0+15.0 en rayos X y ondas de radio muestra una compleja morfología rodeando la región. Así, se han encontrado dos cáscaras concéntricas de H I que muestran una correlación negativa con las regiones de mayor emisión de rayos X.
En el espectro de rayos X se aprecia una segunda componente, que se atribuye a la emisión por choque inverso. Por otra parte, no se ha detectado ningún remanente estelar asociado a SNR G330.0+15.0.

## Edad y distancia
La edad de SNR G330.0+15.0 no es bien conocida, estimándose en 37 100 (+15 100, -13 100) años.
Otro estudio cifra su edad entre 15 000 y 31 000 años.
Por otra parte, existe también una gran incertidumbre en cuanto a la distancia a la que se encuentra este resto de supernova, pudiendo estar entre 500 y 1700 pársecs de la Tierra. Tiene un radio de 27 ± 12 pársecs.